# Киттикасем, Муангчай
Натавут Джантавимол (тайск. เมืองชัย กิตติเกษม, англ. Natawut Jantaweemol) более известный как Муангчай Киттикейзем (тайск. ณัฐวุฒิ จันทรวิมล, англ. Muangchai Kittikasem, родился 11 ноября 1968 в Chainart, Таиланд) — тайский боксёр-профессионал, выступающий в лёгкой (Flyweight) весовой категории. Чемпион мира по версиям Всемирного боксерского совета (ВБС, WBC) и IBF. Один из оппонентов экс-чемпиона мира по версии Всемирного боксерского совета (ВБС, WBC) россиянина Юрия Арбачакова, к которому и перешёл чемпионский титул Муангчая.